# Uganda na Letních olympijských hrách 2012
Uganda se účastnila Letní olympiády 2012. Zastupovalo ji 16 sportovců ve 4 sportech.

## Medailisté
| Medaile | Jméno             | Sport    | Soutěž       |
| ------- | ----------------- | -------- | ------------ |
| Zlato   | Stephen Kiprotich | Atletika | Muži maraton |